# سائلة الشعب (يريم)

تعديل مصدري - تعديل

سائلة الشعب محلة تابعة لقرية المحيب، التابعة لعزلة خودان بمديرية يريم إحدى مديريات محافظة إب في الجمهورية اليمنية.، بلغ تعداد سكانها 45 حسب تعداد اليمن لعام 2004.